# Maß (Mathematik)

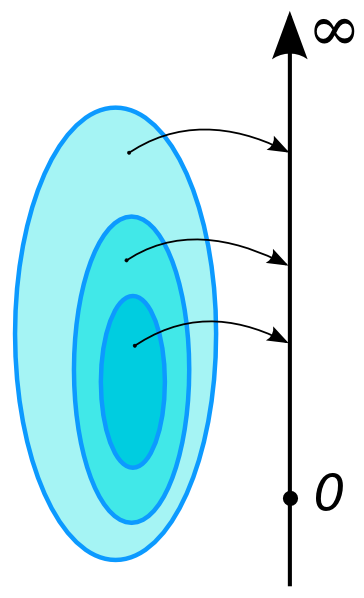
Ein Maß ordnet Teilmengen einer Grundmenge Zahlen zu. Das Bild illustriert die Monotonieeigenschaft von Maßen, das heißt größere Mengen haben auch ein größeres Maß.

Ein Maß ist in der Mathematik eine Funktion, die geeigneten Teilmengen einer Grundmenge Zahlen zuordnet, die als „Maß“ für die Größe dieser Mengen interpretiert werden können. Dabei müssen sowohl der Definitionsbereich eines Maßes, also die messbaren Mengen, als auch die Zuordnung selbst gewisse Voraussetzungen erfüllen, wie sie beispielsweise durch elementargeometrische Begriffe der Länge einer Strecke, dem Flächeninhalt einer geometrischen Figur oder dem Volumen eines Körpers nahegelegt werden.
Das Teilgebiet der Mathematik, das sich mit der Konstruktion und der Untersuchung von Maßen beschäftigt, ist die Maßtheorie. Der allgemeine Maßbegriff geht zurück auf Arbeiten von Émile Borel, Henri Léon Lebesgue, Johann Radon und Maurice René Fréchet. Dabei stehen Maße stets in engem Zusammenhang mit der Integration von Funktionen und bilden die Grundlage moderner Integralbegriffe (siehe Lebesgue-Integral). Seit der Axiomatisierung der Wahrscheinlichkeitsrechnung durch Andrei Kolmogorow ist die Stochastik ein weiteres großes Anwendungsgebiet für Maße. Dort werden Wahrscheinlichkeitsmaße verwendet, um zufälligen Ereignissen, die als Teilmengen eines Ergebnisraums aufgefasst werden, Wahrscheinlichkeiten zuzuordnen.

## Einführung und Geschichte
Der elementargeometrische Flächeninhalt ordnet ebenen geometrischen Figuren wie Rechtecken, Dreiecken oder Kreisen, also gewissen Teilmengen der euklidischen Ebene, Zahlenwerte zu. Flächeninhalte können gleich null sein, beispielsweise bei der leeren Menge, aber auch bei einzelnen Punkten oder bei Strecken. Auch der „Wert“ {\displaystyle \infty } (unendlich) kommt z. B. bei Halbebenen oder dem Äußeren von Kreisen als Flächeninhalt vor. Allerdings dürfen keine negativen Zahlen als Flächeninhalte auftreten.

Abzählbare Additivität eines Maßes : Das Maß einer abzählbaren disjunkten Vereinigung ist gleich der Summe über die Maße der einzelnen Teilmengen.

Weiterhin besitzt der Flächeninhalt ebener geometrischer Figuren eine Eigenschaft, die Additivität genannt wird: Zerlegt man eine Figur in zwei oder mehr Teile, beispielsweise ein Rechteck mittels einer Diagonale in zwei Dreiecke, dann ist der Flächeninhalt der Ausgangsfigur die Summe der Flächeninhalte der Teile. „Zerlegen“ bedeutet hier, dass die Teile paarweise disjunkt sein müssen (je zwei Teile haben also keine gemeinsamen Punkte) und dass die Vereinigung aller Teile die Ausgangsfigur ergibt. Für die Messung von Flächeninhalten komplizierterer Figuren, wie Kreisflächen oder Flächen, die zwischen Funktionsgraphen eingeschlossen sind (also für die Berechnung von Integralen), müssen Grenzwerte von Flächeninhalten betrachtet werden. Dazu ist es wichtig, dass die Additivität auch dann noch gilt, wenn Flächen in eine Folge von paarweise disjunkten Teilflächen zerlegt werden. Diese Eigenschaft wird abzählbare Additivität oder σ-Additivität genannt.

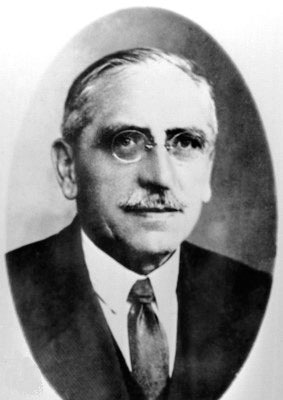
Henri Léon Lebesgue

Die Bedeutung der σ-Additivität für den Maßbegriff wurde erstmals von Émile Borel erkannt, der 1894 bewies, dass die elementargeometrische Länge diese Eigenschaft besitzt. Das eigentliche Maßproblem formulierte und untersuchte Henri Lebesgue im Jahre 1902 in seiner Doktorarbeit: Er konstruierte ein σ-additives Maß für Teilmengen der reellen Zahlen (das Lebesgue-Maß), das die Länge von Intervallen fortsetzt, allerdings nicht für alle Teilmengen, sondern für ein System von Teilmengen, die er messbare Mengen nannte. Im Jahre 1905 zeigte Giuseppe Vitali, dass eine konsistente Erweiterung des Längenbegriffs auf alle Teilmengen der reellen Zahlen unmöglich ist, also dass das Maßproblem nicht lösbar ist.
Da wichtige Maße, wie eben das Lebesgue-Maß, nicht für alle Teilmengen (also auf der Potenzmenge) der Grundmenge definiert werden können, müssen geeignete Definitionsbereiche für Maße betrachtet werden. Die σ-Additivität legt es nahe, dass Systeme messbarer Mengen abgeschlossen gegenüber abzählbaren Mengenoperationen sein sollten. Das führt auf die Forderung, dass die messbaren Mengen eine σ-Algebra bilden müssen. Das heißt: Die Grundmenge selbst ist messbar und Komplemente sowie abzählbare Vereinigungen messbarer Mengen sind wiederum messbar.
In der Folgezeit erweiterten Thomas Jean Stieltjes und Johann Radon die Konstruktion des Lebesgue-Maßes auf allgemeinere Maße im {\displaystyle d}-dimensionalen Raum, die Lebesgue-Stieltjes-Maße. Maurice René Fréchet betrachtete ab 1915 auch Maße und Integrale auf beliebigen abstrakten Mengen. Im Jahre 1933 veröffentlichte Andrei Kolmogorow sein Lehrbuch Grundbegriffe der Wahrscheinlichkeitsrechnung, in dem er Maßtheorie verwendet, um eine strenge axiomatische Begründung der Wahrscheinlichkeitstheorie zu geben (siehe auch Geschichte der Wahrscheinlichkeitsrechnung).

## Definition
Es sei {\displaystyle {\mathcal {A}}} eine σ-Algebra über einer nicht-leeren Grundmenge {\displaystyle \Omega }. Eine Funktion {\displaystyle \mu \colon {\mathcal {A}}\to [0,\infty ]} heißt Maß auf {\displaystyle {\mathcal {A}}}, wenn die beiden folgenden Bedingungen erfüllt sind:
- {\displaystyle \mu (\emptyset )=0}
- σ-Additivität: Für jede Folge {\displaystyle (A_{n})_{n\in \mathbb {N} }} paarweise disjunkter Mengen aus {\displaystyle {\mathcal {A}}} gilt {\displaystyle \mu \left(\bigcup _{n=1}^{\infty }A_{n}\right)=\sum _{n=1}^{\infty }\mu (A_{n})}.

Ist die σ-Algebra aus dem Zusammenhang klar, so spricht man auch von einem Maß auf {\displaystyle \Omega }.
Eine Teilmenge von {\displaystyle \Omega }, die in {\displaystyle {\mathcal {A}}} liegt, wird messbar genannt. Für solch ein {\displaystyle A\in {\mathcal {A}}} heißt {\displaystyle \mu (A)} das Maß der Menge {\displaystyle A}. Das Tripel {\displaystyle (\Omega ,{\mathcal {A}},\mu )} wird Maßraum genannt. Das Paar {\displaystyle (\Omega ,{\mathcal {A}})} bestehend aus der Grundmenge und der darauf definierten σ-Algebra heißt Messraum oder auch messbarer Raum. Ein Maß {\displaystyle \mu } ist also eine auf einem Messraum definierte nicht-negative σ-additive Mengenfunktion mit {\displaystyle \mu (\emptyset )=0}.
Das Maß {\displaystyle \mu } heißt Wahrscheinlichkeitsmaß (oder normiertes Maß), wenn zusätzlich {\displaystyle \mu (\Omega )=1} gilt. Ein Maßraum {\displaystyle (\Omega ,{\mathcal {A}},\mu )} mit einem Wahrscheinlichkeitsmaß {\displaystyle \mu } ist ein Wahrscheinlichkeitsraum. Ist allgemeiner {\displaystyle \mu (\Omega )<\infty }, so nennt man {\displaystyle \mu } ein endliches Maß. Existieren abzählbar viele Mengen, deren Maß endlich ist und deren Vereinigung ganz {\displaystyle \Omega } ergibt, dann wird {\displaystyle \mu } ein σ-endliches (oder σ-finites) Maß genannt.

### Linearkombinationen von Maßen

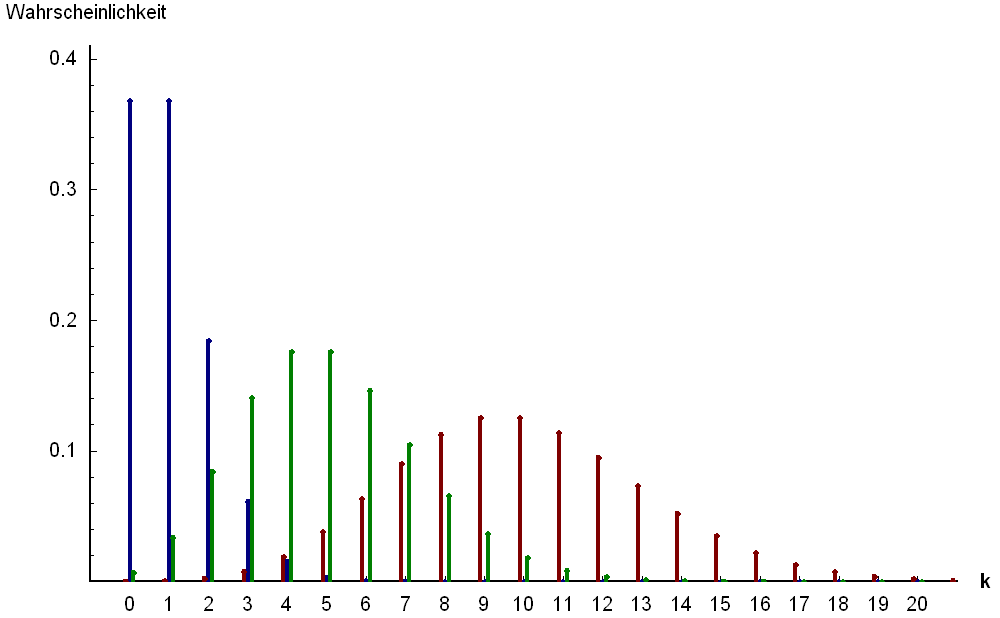
Poisson-Verteilungen – hier dargestellt für die Parameterwerte (blau), (grün) und (rot) – sind Maße auf. Sie lassen sich als Konvexkombinationen von Diracmaßen konstruieren.

### Maßerweiterungssatz

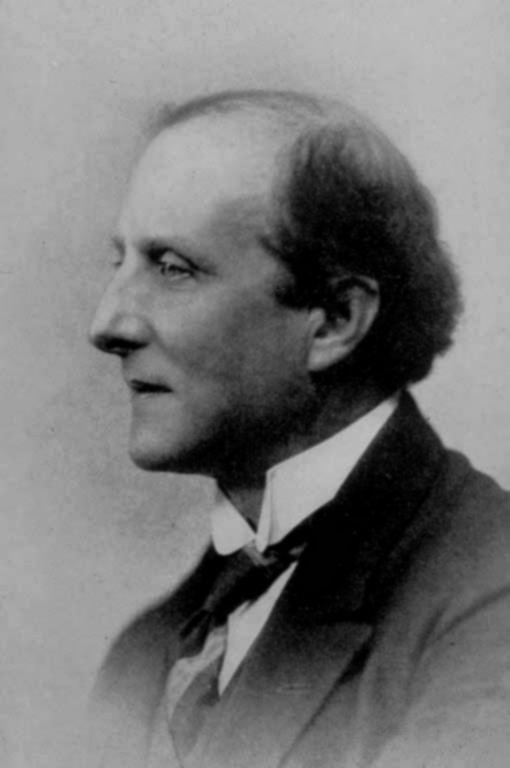
Constantin Carathéodory

### Maße auf den reellen Zahlen

Die Cantor-Funktion (hier mit 10 Iterationen dargestellt) ist Verteilungsfunktion eines Wahrscheinlichkeitsmaßes auf, der Cantor-Verteilung.

### Maße mit Dichten

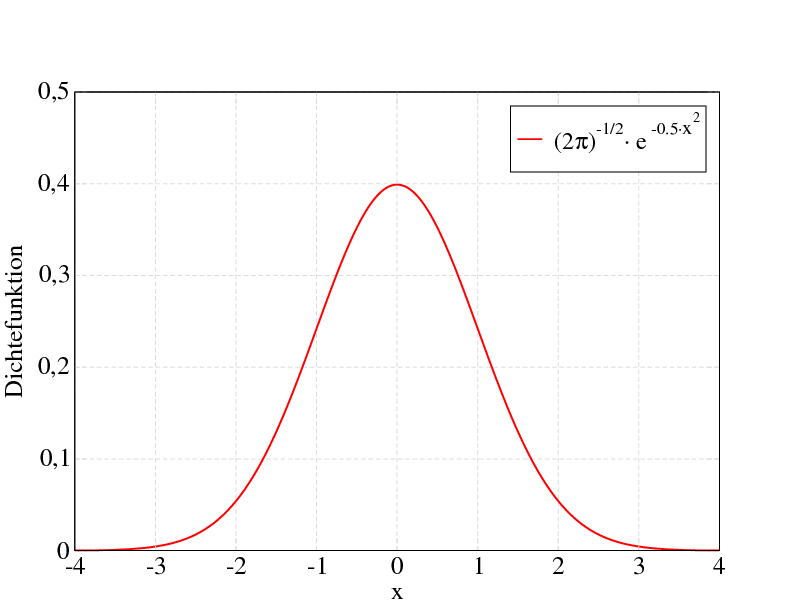
Die Standardnormalverteilung ist ein Maß auf den reellen Zahlen, das mit Hilfe seiner Lebesgue-Dichte angegeben werden kann.

### Integration

Im Gegensatz zur Konstruktion des Riemann-Integrals (blau) werden beim Lebesgue-Integral (rot) Flächen unter Funktionsgraphen durch Linearkombinationen der Maße von Borelmengen approximiert.

### Finanzmathematik

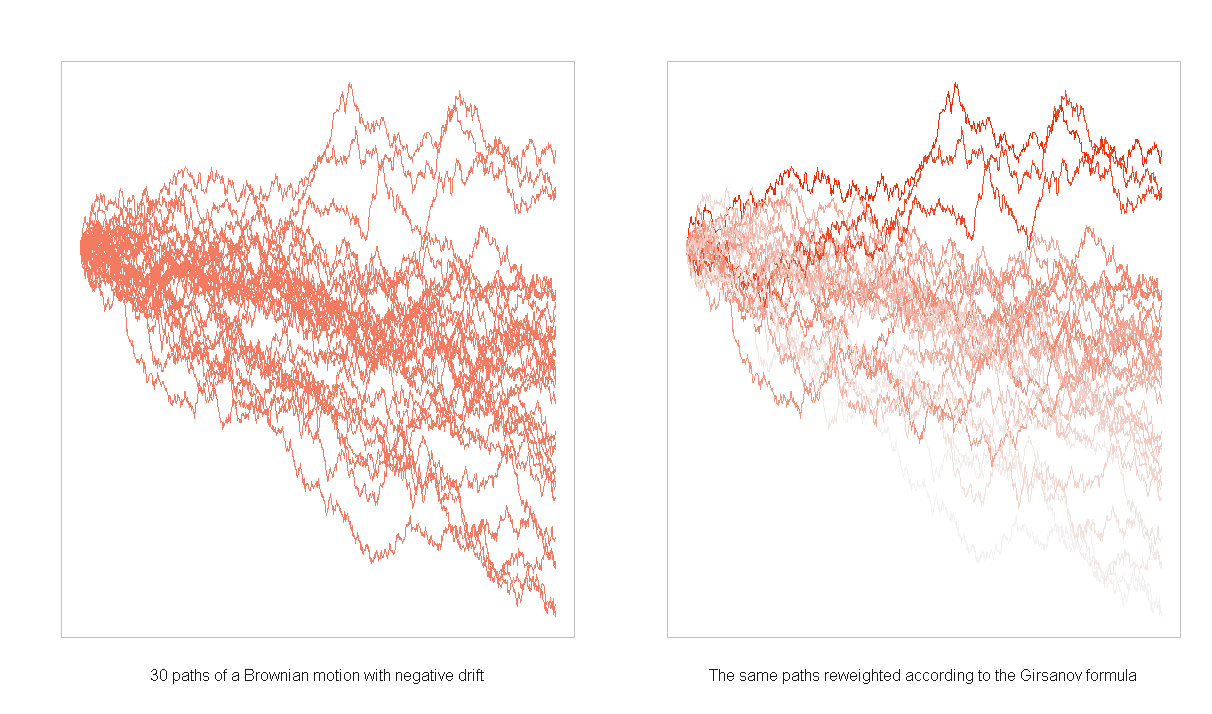
Ein Maßwechsel – hier dargestellt durch unterschiedliche Farbintensitäten – kann einen Wiener-Prozess mit Drift (links) in ein Martingal (rechts) transformieren.